# Бастіон (фільм, 2011)
«Бастіон» або «Рампарт» (англ. Rampart) — американська кримінальна драма 2011 року режисера Орена Мовермана. У фільмі зіграли Вуді Гаррельсон, Нед Бітті, Бен Фостер, Енн Гейч, Ice Cube, Синтія Ніксон, Сігурні Вівер, Робін Райт і Стів Бушемі.

## Синопсис
Події фільму розгортаються в розпал корупційного скандалу навколо поліцейського підрозділу «Рампарт» в кінці 1990-х, коли корумпований офіцер поліції Лос-Анджелеса Дейв Браун змушений зіткнутися з наслідками своєї невдалої кар'єри.

## Акторський склад
| Актор            | Роль                      |
| ---------------- | ------------------------- |
| Вуді Гаррельсон  | Девід Дуглас «Дейв» Браун |
| Нед Бітті        | Гартшорн                  |
| Бен Фостер       | «Генерал» Террі           |
| Енн Гейч         | Катріна                   |
| Ice Cube         | Кайл Тімкінс              |
| Синтія Ніксон    | Барбара                   |
| Сігурні Вівер    | Джоан Конфрі              |
| Робін Райт       | Лінда Фентресс            |
| Стів Бушемі      | Білл Благо                |
| Брі Ларсон       | Хелен                     |
| Джон Бернтал     | Ден Мороун                |
| Дон Кріч         | юрист                     |
| Джон Фостер      | Майкл Вітакер             |
| Одра Мак-Дональд | Сара                      |
| Роберт Віздом    | капітан                   |

## Виробництво
В інтерв'ю виданню The Playlist Вуді Гаррельсон розповів, що схуднув на 30 фунтів, щоб підготуватися до ролі Дейва Брауна, зазначивши: 
«Частково це було пов'язано з тим, що я відчував, що у нього буде таке ставлення до їжі, яке дуже схоже на його стосунки з жінками […] Він не може прийняти любов, і якби їжа була символом любові. Це його нездатність прийняти цю прихильність і поживу […] Я б сказав, що однією з емоцій, яка найбільше притаманна Дейву Брауну, була б параноя. Тож ця емоція була зі мною досить часто під час зйомок». 
Гаррельсон також супроводжував двох офіцерів LAPD в рамках свого дослідження.

### Зйомки
Зйомки тривали 35 днів в районі Лос-Анджелеса, в тому числі в громадах, які фактично обслуговуються дільницею «Рампарт». Щоб добитися від акторів емоційної гри, режисер Орен Моверман уникав репетицій, знімав менше п'яти дублів для більшості сцен і заохочував до імпровізації.

## Випуск
Прем'єра фільму відбулася на Міжнародному кінофестивалі в Торонто 10 вересня 2011 року. В кінотеатрах США був випущений 10 лютого 2012 року.

### Касові збори
Фільм став касовою бомбою, заробивши 60 446 доларів США на перших вихідних у 5 кінотеатрах Північної Америки. Він заробив 972 512 доларів у США та 595 393 доларів за її межами на загальну суму 1 567 905 доларів. Крім того, загальний обсяг продажів відеоносіїв у США склав 2 150 130 доларів.

## Нагороди та номінації
- Перемога — премія Асоціації афроамериканських кінокритиків за найкращу чоловічу роль (Вуді Гаррельсон)[19]
- Номінація — премія Незалежний дух за найкращу головну чоловічу роль (Вуді Гаррельсон)[20]
- Номінація — премія «Супутник» за найкращу чоловічу роль у фільмі (Вуді Гаррельсон)[21]